# Wyszcza liha (1996/1997)
Wyszcza liha w piłce nożnej 1996/1997 – VI edycja najwyższych w hierarchii rozgrywek ligowych ukraińskiej klubowej piłki nożnej. Sezon rozpoczął się 20 lipca 1996, a zakończył się 22 czerwca 1997.

## Drużyny
Zespoły występujące w Wyszczej Lidze 1996/1997
- CSKA Kijów
- Czornomoreć Odessa
- Dnipro Dniepropetrowsk
- Dynamo Kijów
- Karpaty Lwów
- Kremiń Krzemieńczuk
- Krywbas Krzywy Róg
- Metałurh Zaporoże
- Nywa Tarnopol
- Nywa Winnica
- Prykarpattia Iwano-Frankiwsk
- Szachtar Donieck
- Tawrija Symferopol
- Torpedo Zaporoże
- Worskła Połtawa
- Zirka-NIBAS Kirowohrad

Uwagi
- – zespoły, które awansowały z Pierwszej ligi edycji 1995/96.
- w sezonie 1996/97 CSKA-Borysfen Kijów rozdzielił się. Wojskowi chcąc mieć własny klub w Wyszczej Lidze otrzymali klub, który zmienił nazwę na CSKA Kijów, a druga drużyna występująca w Pierwszej Lidze CSKA Kijów zmieniła nazwę na CSKA-2 Kijów. Inny klub o nazwie Borysfen Boryspol rozpoczął występy w lidze amatorskiej

## Stadiony
| Lp. | Klub                         | Miasto          | Stadion               | Pojemność |
| --- | ---------------------------- | --------------- | --------------------- | --------- |
| 1   | CSKA Kijów                   | Kijów           | Stadion CSKA          | 12 000    |
| 2   | Czornomoreć Odessa           | Odessa          | Stadion CCzMP         | 20 836    |
| 3   | Dnipro Dniepropetrowsk       | Dniepropetrowsk | Stadion Dnipro Meteor | 24 381    |
| 4   | Dynamo Kijów                 | Kijów           | Stadion Dynamo        | 16 873    |
| 5   | Karpaty Lwów                 | Lwów            | Stadion Ukraina       | 28 051    |
| 6   | Kremiń Krzemieńczuk          | Krzemieńczuk    | Stadion Dnipro        | 11 300    |
| 7   | Krywbas Krzywy Róg           | Krzywy Róg      | Stadion Metałurh      | 29 782    |
| 8   | Metałurh Zaporoże            | Zaporoże        | Stadion Metałurh      | 11 883    |
| 9   | Nywa Tarnopol                | Tarnopol        | Stadion Miejski       | 16 450    |
| 10  | Nywa Winnica                 | Winnica         | Stadion Centralny     | 24 000    |
| 11  | Prykarpattia Iwano-Frankiwsk | Iwano-Frankiwsk | Stadion Ruch          | 15 000    |
| 12  | Szachtar Donieck             | Donieck         | Stadion Szachtar      | 31 718    |
| 13  | Tawrija Symferopol           | Symferopol      | Stadion Łokomotyw     | 20 000    |
| 14  | Torpedo Zaporoże             | Zaporoże        | Stadion ZAZ           | 15 000    |
| 15  | Worskła Połtawa              | Połtawa         | Stadion Worskła       | 24 795    |
| 16  | Zirka Kirowohrad             | Kirowohrad      | Stadion Zirka         | 13 667    |

## Tabela
| #  | Klub                         | M. | Z. | R. | P. | Bramki | Pkt |
| 1  | Dynamo Kijów                 | 30 | 23 | 4  | 3  | 69-20  | 73  |
| 2  | Szachtar Donieck             | 30 | 19 | 5  | 6  | 72-28  | 62  |
| 3  | Worskła Połtawa              | 30 | 17 | 7  | 6  | 50-26  | 58  |
| 4  | Dnipro Dniepropetrowsk       | 30 | 14 | 13 | 3  | 48-19  | 55  |
| 5  | Karpaty Lwów                 | 30 | 15 | 7  | 8  | 36-23  | 52  |
| 6  | Tawrija Symferopol           | 30 | 13 | 5  | 12 | 36-46  | 44  |
| 7  | Czornomoreć Odessa           | 30 | 12 | 6  | 12 | 36-31  | 42  |
| 8  | Metałurh Zaporoże            | 30 | 12 | 5  | 13 | 48-44  | 41  |
| 9  | Nywa Tarnopol                | 30 | 11 | 6  | 13 | 34-37  | 39  |
| 10 | Zirka-NIBAS Kirowohrad       | 30 | 11 | 3  | 16 | 31-55  | 36  |
| 11 | CSKA Kijów                   | 30 | 9  | 8  | 13 | 33-35  | 35  |
| 12 | Krywbas Krzywy Róg           | 30 | 9  | 6  | 15 | 24-48  | 33  |
| 13 | Prykarpattia Iwano-Frankiwsk | 30 | 8  | 7  | 15 | 33-49  | 31  |
| 14 | Torpedo Zaporoże             | 30 | 8  | 5  | 17 | 25-56  | 29  |
| 15 | Kremiń Krzemieńczuk          | 30 | 7  | 3  | 20 | 28-57  | 24  |
| 16 | Nywa Winnica                 | 30 | 4  | 6  | 20 | 19-48  | 18  |

## Najlepsi strzelcy
| #  | Strzelec          | Drużyna                         | Mecze | Bramki(karne) |
| -- | ----------------- | ------------------------------- | ----- | ------------- |
| 1  | Ołeh Matwiejew    | Szachtar Donieck                | 25    | 21 (6)        |
| 2  | Serhij Rebrow     | Dynamo Kijów                    | 30    | 20 (6)        |
| 3  | Serhij Czujczenko | Worskła Połtawa                 | 28    | 14 (2)        |
| 4  | Ołeksandr Hajdasz | Tawrija Symferopol              | 26    | 13            |
| 4  | Andriej Fied´kow  | Torpedo Zaporoże                | 28    | 13 (3)        |
| 6  | Serhij Mizin      | CSKA Kijów / Czornomoreć Odessa | 22    | 12 (3)        |
| 7  | Serhij Atelkin    | Szachtar Donieck                | 24    | 11            |
| 7  | Jakiw Kripak      | Metałurh Zaporoże               | 25    | 11 (3)        |
| 7  | Wałentyn Połtaweć | Metałurh Zaporoże               | 28    | 11            |
| 10 | Hennadij Moroz    | Dnipro Dniepropetrowsk          | 29    | 10            |

## Medaliści
(liczba meczów i goli w nawiasach)
| 1. Dynamo Kijów |
| Bramkarze: Ołeksandr Szowkowski (24 / -14), Wjaczesław Kernozenko (2 / -2). Obrońcy: Ołeh Łużny (28 / 2), Ołeksandr Hołowko (23 / 1), Władysław Waszczuk (21 / 2), Serhij Beżenar (19 / 2), Jurij Dmytrulin (18 / 1), Mykoła Wołosianko (7 / 1), Serhij Szmatowałenko (6). Pomocnicy: Jurij Kalitwincew (28 / 5), Dmytro Mychajłenko (25 / 4), Alaksandr Chackiewicz (23 / 1), Jurij Maksymow (21 / 6), Witalij Kosowski (21 / 1), Walancin Bialkiewicz (13 / 3), Andrij Husin (13 / 3), Jewhen Pochlebajew (7 / 2), Witalij Samojłow (5). Napastnicy: Serhij Rebrow (30 / 20), Andrij Szewczenko (20 / 6), Wasyl Kardasz (17 / 3), Pawło Szkapenko (14 / 1), Wiktor Łeonenko (9 / 5), Ołeksij Antiuchin (6), Serhij Dacenko (1). Trener: Jożef Sabo (pierwsza runda - 15 gier), Walery Łobanowski (druga runda - 15 gier). Odeszli w sezonie: Ihor Kutepow (4 / -4) (FK Tiumeń), Ihor Kostiuk (3) (FK Tiumeń). |
| 2. Szachtar Donieck |
| Bramkarze: Dmytro Szutkow (30 / -28), Andrij Nikitin (1 / -0). Obrońcy: Ołeksandr Kowal (26 / 1), Ihor Łeonow (26 / 1), Mychajło Starostiak (23), Wołodymyr Jaksmanyćki (17), Giorgi Czichradze (15), Ołeksandr Babij (13 / 3), Serhij Koczwar (9 / 1). Pomocnicy: Hennadij Zubow (27 / 4), Serhij Kowalow (27 / 2), Ołeksandr Spiwak (24 / 2), Wałerij Krywencow (23 / 7), Serhij Onopko (15 / 1), Serhij Szyszczenko (14), Hennadij Orbu (13 / 6), Władisław Nowikow (12 / 1). Napastnicy: Ołeh Matwiejew (25 / 21), Serhij Atelkin (24 / 1), Micheil Pocchweria (21 / 6), Ołeh Szełajew (19 / 2), Ołeksandr Woskobojnyk (11 / 3), Serhij Dranow (1). Trener: Wałerij Jaremczenko. |
| 3. Worskła Połtawa |
| Bramkarze: Andrij Kowtun (30 / -26), Ołeh Morhun (1 / -0). Obrońcy: Ihor Maczohan (27 / 1), Andrij Chomyn (26 / 2), Ołeksandr Hołowko (25), Wołodymyr Dyczko (22 / 4), Stanisław Borowski (20), Welin Kefałow (13). Pomocnicy: Wiktor Bohatyr (23 / 1), Iwan Jaremczuk (14), Ołeksandr Omelczuk (13 / 3), Andrij Huzenko (13 / 2), Ołeksandr Wenhłynski (11), Dmytro Korieniew (1). Napastnicy: Iwan Szarij (29 / 8), Serhij Czujczenko (28 / 14), Ihor Kysłow (28 / 8), Witalij Kobzar (24 / 4), Mykoła Łapko (15 / 2). Trener: Wiktor Pożeczewski. Odeszli w sezonie: Ołeh Krywenko (13) (Ełektron Romny), Ołeksandr Agarin (9) (Dnipro Czerkasy), Witalij Samojłow (7 / 1) (Dynamo Kijów), Wasyl Hreczany (7) (FK Czerkasy), Andrij Marczenko (6) (Ełektron Romny), Wołodymyr Konowalczuk (4) (Kremiń Krzemieńczuk), Mykoła Szewczenko (1) (? (Uzbekistan)), Jurij Sobol (1) (Kremiń Krzemieńczuk).          |

Uwaga: Piłkarze oznaczone kursywą występowali również na innych pozycjach.